# Эссман, Сьюзи
Сьюзан Эссман (англ. Susan Essman; род. 31 мая 1955) — американская актриса, комедиантка, писательница и продюсер.

## Личная жизнь
Эссман родилась в 1955 году и была воспитана в среднем классе Нью-Йорка пригорода Маунт-Вернон. Её отец, Леонард Эссман, был терапевтом и умер в 2001 году. Её мать преподавала русский язык в Sarah Lawrence College. Она получила степень бакалавра в Перчейз-колледже Нью-Йоркского государственного университета.
С 2008 года Эссман замужем за риелтором Джимом Хардером.

## Фильмография
| Год       |     | Русское название       | Оригинальное название | Роль                   |
| --------- | --- | ---------------------- | --------------------- | ---------------------- |
| 1984—1989 | с   | Кейт и Элли            | Kate & Allie          |                        |
| 1988      | ф   | Крокодил Данди 2       | Crocodile Dundee 2    | Гид                    |
| 1988      | ф   | Изюминка               | Punchline             | парикмахер             |
| 1990—2010 | с   | Закон и порядок        | Law & Order           | миссис Шапиро          |
| 1995—1997 | с   | Нед и Стейси           | Ned and Stacey        | тётя Сил               |
| 1997      | ф   | Вулкан                 | Volcano               | Анита                  |
| 1998—2007 | с   | Король Квинса          | The King of Queens    | Марсия                 |
| 2000—2024 | с   | Умерь свой энтузиазм   | Curb Your Enthusiasm  | Сьюзи Грин             |
| 2005      | ф   | Тот самый человек      | The Man               | лейтенант Рита Карбоне |
| 2005      | док | Аристократы            | The Aristocrats       | камео                  |
| 2008      | мф  | Вольт                  | Bolt                  | Варежка                |
| 2008      | мф  | Супер Рино             | Super Rhino           | Варежка                |
| 2010      | ф   | Двойной КОПец          | Cop Out               | Лора                   |
| 2015—2019 | с   | Брод Сити              | Broad City            | Бобби Уэкслер          |
| 2010      | ф   | Группа «Лейкопластырь» | Band Aid              | Ширли                  |
| 2017      | с   | Голдберги              | The Goldbergs         | Иди Робб               |
| 2019      | с   | Благослови этот бардак | Bless This Mess       | Донна                  |

## Награды и номинации
| Год  | Ассоциация                     | Категория                                            | Работа               | Результат |
| ---- | ------------------------------ | ---------------------------------------------------- | -------------------- | --------- |
| 2006 | Премия Гильдии киноактёров США | Лучший актёрский состав в комедийном сериале         | Умерь свой энтузиазм | Номинация |
| 2010 | Премия Гильдии киноактёров США | Лучший актёрский состав в комедийном сериале         | Умерь свой энтузиазм | Номинация |
| 2015 | «Выбор телевизионных критиков» | Лучший приглашённый исполнитель в комедийном сериале | Брод Сити            | Номинация |
| 2018 | Премия Гильдии киноактёров США | Лучший актёрский состав в комедийном сериале         | Умерь свой энтузиазм | Номинация |